# Mniopsis
Mniopsis là một chi rêu trong họ Haplomitriaceae.